# Sharon R. Wilson
Sharon R. (Lady) Wilson (sinh ngày 25 tháng 9 năm 1948) là nữ chủ tịch thứ hai của Thượng viện Thượng viện Khối thịnh vượng chung ở Bahamas. Bà là người duy nhất, của nam và nữ, đã phục vụ hai nhiệm kỳ không liên tiếp trong văn phòng đó.
Bà sinh ra ở Nassau, Bahamas và theo học các trường công lập ở đó cho đến năm 1961. Sau đó, bà theo học trường St. John's College, tốt nghiệp năm 1966.
Wilson theo học tại Đại học Florida, nơi bà nhận bằng cử nhân, với bằng danh dự, năm 1971. Bà đã kiếm được bằng M.SC. vào năm 1979 từ Đại học Miami. Bà là thẩm phán trưởng của Khối thịnh vượng chung, và là Chủ tịch Thượng viện từ tháng 5 năm 2002 đến tháng 5 năm 2007, và sau đó một lần nữa từ tháng 5 năm 2012 cho đến hiện tại.